# Isabel Kerschowski
Isabel Kerschowski (Berlín Este, Alemania Oriental; 22 de enero de 1988) es una futbolista alemana. Juega como delantera y su equipo actual es el Bayer 04 Leverkusen de la Bundesliga de Alemania.

## Clubes
| Club                   | País     | Año             |
| ---------------------- | -------- | --------------- |
| 1. FFC Turbine Potsdam | Alemania | 2005 - 2012     |
| Bayer 04 Leverkusen    | Alemania | 2012 - 2014     |
| VfL Wolfsburgo         | Alemania | 2014 - 2018     |
| Bayer 04 Leverkusen    | Alemania | 2018 - Presente |

## Títulos

### Bundesliga
| Título     | Club                   | País     | Temporada   |
| ---------- | ---------------------- | -------- | ----------- |
| Bundesliga | 1. FFC Turbine Potsdam | Alemania | 2005 - 2006 |
| Bundesliga | 1. FFC Turbine Potsdam | Alemania | 2008 - 2009 |
| Bundesliga | 1. FFC Turbine Potsdam | Alemania | 2009 - 2010 |
| Bundesliga | 1. FFC Turbine Potsdam | Alemania | 2010 - 2011 |
| Bundesliga | 1. FFC Turbine Potsdam | Alemania | 2011 - 2012 |
| Bundesliga | VfL Wolfsburgo         | Alemania | 2016 - 2017 |

### Copa de Alemania
| Título           | Club                   | País     | Temporada   |
| ---------------- | ---------------------- | -------- | ----------- |
| Copa de Alemania | 1. FFC Turbine Potsdam | Alemania | 2005 - 2006 |
| Copa de Alemania | VfL Wolfsburgo         | Alemania | 2014 - 2015 |
| Copa de Alemania | VfL Wolfsburgo         | Alemania | 2015 - 2016 |
| Copa de Alemania | VfL Wolfsburgo         | Alemania | 2016 - 2017 |

### DFB-Hallenpokal
| Título          | Club                   | País     | Temporada |
| --------------- | ---------------------- | -------- | --------- |
| DFB-Hallenpokal | 1. FFC Turbine Potsdam | Alemania | 2008      |
| DFB-Hallenpokal | 1. FFC Turbine Potsdam | Alemania | 2009      |

### Campeonatos internacionales
| Título                                        | Equipo                 | Sede     | Año  |
| --------------------------------------------- | ---------------------- | -------- | ---- |
| Campeonato Europeo Femenino Sub-19 de la UEFA | Selección de Alemania  | Suiza    | 2006 |
| Campeonato Europeo Femenino Sub-19 de la UEFA | Selección de Alemania  | Islandia | 2007 |
| Liga de Campeones Femenina de la UEFA         | 1. FFC Turbine Potsdam | España   | 2010 |
| Fútbol en los Juegos Olímpicos                | Selección de Alemania  | Brasil   | 2016 |

## Vida personal
En septiembre del año 2017 se casó con su novia.